# Partido Socialista del Uruguay

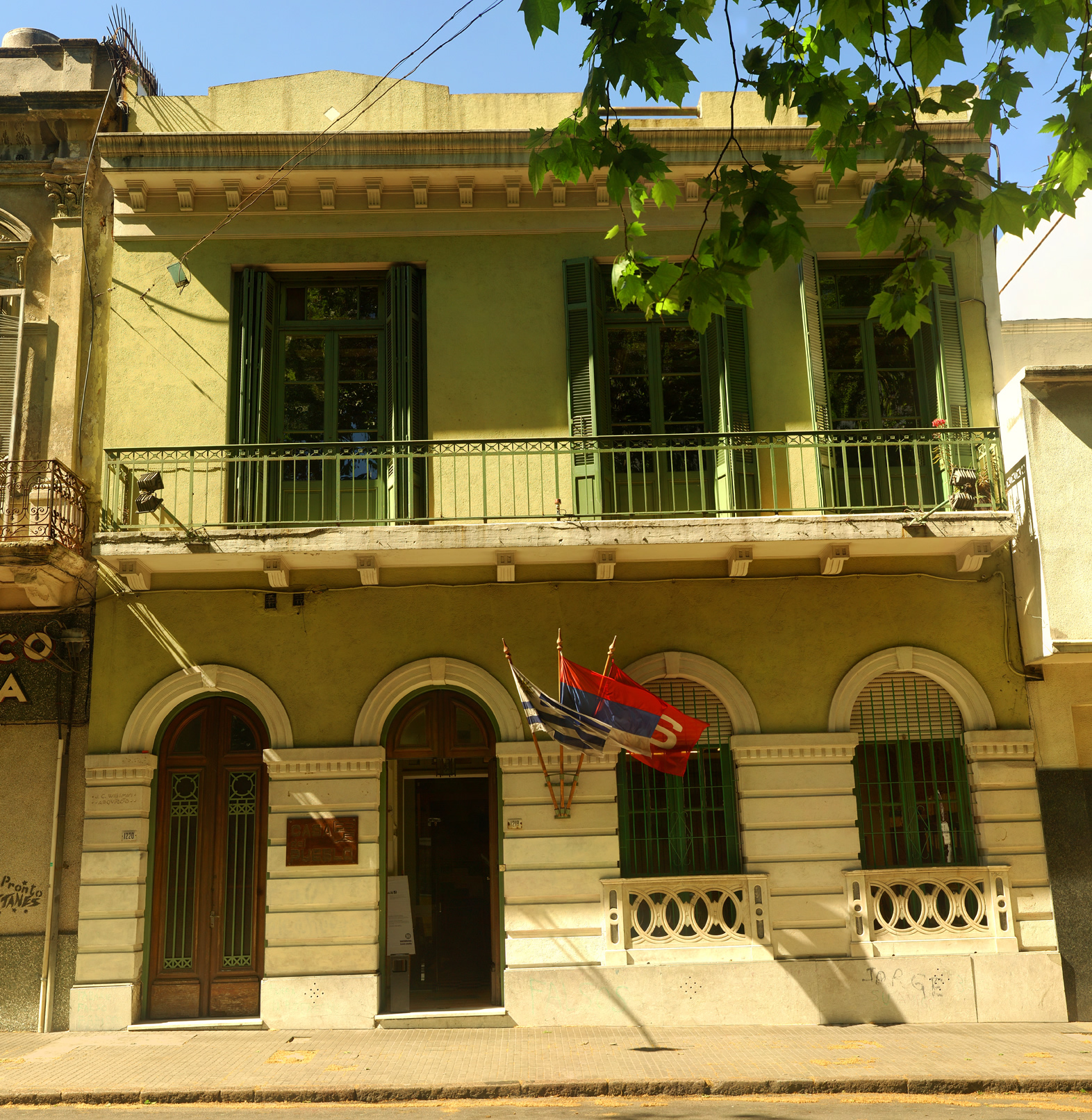
Fassade des Casa del Pueblo im Jahr 2007, Sitz der Partido Socialista del Uruguay

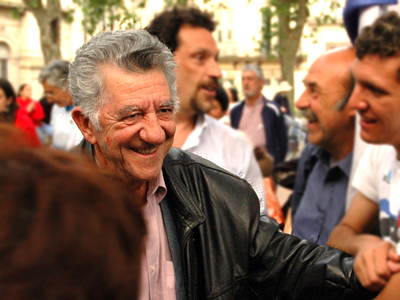
Reinaldo Gargano

Die Partido Socialista del Uruguay (Abkürzung PSU, deutsch Sozialistische Partei Uruguays) ist eine uruguayische Partei, welche 1910 gegründet wurde.
Heute ist die Partei Teil der regierenden Frente Amplio-Koalition. 

## Mitglieder
Dr. Emilio Frugoni war jahrelang der wichtigste Führer der Partei und ihr Sprecher. Er war einer der prominentesten Vertreter des Sozialismus in Uruguay und zugleich der erste Abgeordnete der Partei, der in das Repräsentantenhaus einzog.
Als erste Frau in der Geschichte der Partei konnte Daisy Tourné ein Mandat für die PSU erringen. Mónica Xavier kam diese Ehre als erste weibliche Senatorin der PSU zuteil. Bekanntestes Parteimitglied ist der ehemalige Staatspräsident Tabaré Vázquez.
2001 bis 2013 wurde die Partei vom ehemaligen uruguayischen Außenminister Reinaldo Gargano geleitet.
Eduardo „Lalo“ Fernández war seit August 2006 Generalsekretär der Partei. Im Dezember 2011 wurde auf dem 47. Kongress der Partei der seit 2010 für das Departamento Cerro Largo in der Cámara de Representantes sitzende Abgeordnete Yerú Pardiñas zu seinem Nachfolger bestimmt.